# 傑克遜鎮區 (安德森縣)
傑克遜鎮區（英語：Jackson Township）為位在美國堪薩斯州安德森縣的鎮區。2010年美国人口普查中該鎮區人口有459人。該鎮區於1857年設立。

## 地理
傑克遜鎮區涵蓋面積88.2平方（34.1平方英里），境內無城鎮設立。而安德森縣的縣治加尼特位在該鎮區東邊，與門羅鎮區為界。根據美國地質調查局的資料，此鎮區擁有2座墓園：阿米甚墓園（Amish Cemetery）以及普萊森特維爾墓園（Pleasantville Cemetery）。
該鎮區有錫達溪（Cedar Creek）、菲什溪（Fish Creek）、艾安薩溪（Iantha Creek）以及薩克溪（Sac Creek）等溪流通過。

## 人口統計
根據2010年美國人口普查，傑克遜鎮區人口有459人，人口密度為5.2人/平方公里。種族組成方面，99.78%為白人；0.22%為非裔美洲人；0%為美洲原住民；0%為亞洲人；0%為太平洋島民；0%為來自其他種族；另外有1.57%來自兩個或以上的種族。而西班牙裔美國人或拉丁美洲人等其他族裔佔該鎮區人口的1.31%。

## 外部連結
- US-Counties.com
- City-Data.com （页面存档备份，存于）